# 长叶松
长叶松（学名：Pinus palustris，大王松（福州））为松科松属的植物。分布于美国等地，目前已由人工引种栽培。

## 生态关系

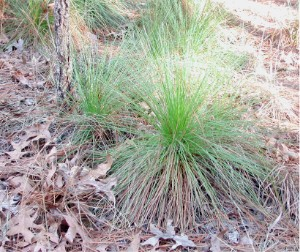
南卡罗来纳州乔治敦附近的长叶松生草阶段幼苗

长叶松高度耐火。周期性的山火可定期的杀死周围的植物，从而形成开阔的长叶松森林或稀树草原。其幼苗并非为树形，而类似于绿色的喷泉状。这被称之为生草阶段，为期5至12年。期间长叶松树高的增长非常缓慢，数年仅长高几厘米。之后，其生长速度将飞速提高，特别是树冠上方无遮挡的时候。生草阶段的长叶松非常耐火，即使烧掉了松针的末端，火也不能穿透致密的松针基部而伤及顶芽。虽然可耐受山火，但在这个阶段野猪常其为食。早期定居者将猪放生至林中饲养的习惯导致长叶松的数量不断下降。
长叶松森林具高度的生物多样性。Picoides borealis（啄木鸟）栖息于长叶松森林中，其也因长叶松森林数量的下降而濒临灭绝。长叶松的种子较大且营养丰富，是鸟类的重要食物来源（特别是Sitta pusilla）。
在佛罗里达州和佐治亚州的红丘地区（Red Hills Region）内具部分保护得较为完好的长叶松森林。